# Sitzredakteur
Mit Sitzredakteur bezeichnete man vor allem in der Zeit des Deutschen Kaiserreichs und der Weimarer Republik einen Redakteur, der zwar im Impressum als presserechtlich verantwortlich genannt wurde, tatsächlich aber nur die Aufgabe hatte, als Strohmann stellvertretend für seine Kollegen Haftstrafen abzusitzen.
Herausgeber wollten nicht das Risiko eingehen, ihren Chefredakteur oder andere tragende Redakteure für längere Zeit entbehren zu müssen, daher benannten sie unwichtige Angestellte als Verantwortliche.

## Geschichte
Die Nennung eines solchen Namens wurde mit dem Aufkommen der ersten Presseprodukte von der Zensur vorgeschrieben. Auch das Reichspreßgesetz von 1874, das die Zensur aufhob, sah diese Vorschrift als Mittel zur Pressekontrolle vor. Bei Gesetzesverstößen innerhalb einer Publikation, vor allem bei anonymen Beiträgen, wurde die genannte Person zur Verantwortung gezogen und gegebenenfalls inhaftiert.
Dies geschah während des Kaiserreiches häufiger, zum Beispiel aufgrund von Majestätsbeleidigungen. Betroffen davon waren alle Medien, beispielsweise katholisch-konservative Zeitungen während des Kulturkampfes, sozialistisch-revolutionäre Blätter nach der Verabschiedung der Sozialistengesetze, aber auch die monarchistisch-konservative Presse beim sogenannten Gründerkrach.
So heißt es beispielsweise in B. Travens in den 1920er Jahren spielenden Roman Die weiße Rose:

„Die sozialistischen und kommunistischen Zeitungen haben zuweilen sogenannte Sitz-Redakteure, die alle Strafen, die den Zeitungen auferlegt werden, in irgendeiner Form abzubrummen haben, damit die wertvolleren Arbeitskräfte der Zeitung erhalten bleiben.“

Bei der 1884 in Stuttgart wiedergegründeten sozialdemokratischen Satirezeitschrift Der wahre Jacob wurde als verantwortlicher Redakteur ein R. Seiffert genannt, der tatsächliche Herausgeber war Wilhelm Blos. Bei der Frankfurter Zeitung fungierte 1892 für drei Monate der Nachwuchsredakteur Kurt Eisner als „Sitzredakteur“ und wurde zweimal gerichtlich belangt und zu Geldstrafen verurteilt, er galt damit als vorbestraft. Die Verurteilung des tatsächlich leitenden Redakteurs Bernhard Heymann vom „Wahren Jakob“ 1901 zu 200 Mark zeigt, dass die Vertretung aus der Mode kam. Auch Eduard Fuchs vom Süddeutschen Postillon hatte keinen Vertreter, sondern musste seine Strafen 1897 wegen des Gedichts Enthüllungen (sechs Monate Haft) und 1898 wegen Majestätsbeleidigung (zehn Monate Haft) selbst absitzen. Thomas Theodor Heine vom Simplicissimus wurde im Dezember 1898 zu sechs Monaten Festungshaft verurteilt, während Albert Langen und Frank Wedekind in die Schweiz flüchteten und erst bei ihrer Rückkehr nach Deutschland belangt wurden, auch sie hatten keine Vertreter.
Das Reichspreßgesetz versuchte der Umgehung der Haftung durch die eigentlich verantwortlichen Redakteure mittels eines Sitzredakteurs als Strohmann dadurch zu begegnen, dass in §18 der Verleger einer periodischen Druckschrift mit Geldbuße bis zu 1000 Mark oder Gefängnisstrafe bis zu sechs Monaten bedroht wurde, wenn er wissentlich geschehen ließ, dass auf der Druckschrift eine Person fälschlich als Redakteur bezeichnet wurde.